# Марккула, Майк
Армас Клиффорд Марккула-младший (англ. Armas Clifford Markkula, Jr., 11 февраля 1942, Лос-Анджелес), известный как Майк Марккула, — американский предприниматель, являвшийся «бизнес-ангелом» и вторым CEO компании Apple.
Он был представлен Стиву Джобсу и Стиву Возняку, когда те искали средства на производство персонального компьютера Apple II, после того, как было продано несколько единиц первой версии этого компьютера — Apple I. При руководстве и финансировании Майком Марккула Apple перестала быть партнерством и была зарегистрирована как компания.

## Биография
Марккула получил степень бакалавра и магистра в области электротехники в Университете Южной Калифорнии. Он заработал миллионы на опционах акций, которые приобрел, будучи менеджером по продажам в Fairchild Semiconductor и Intel, после чего в 32 года оставил работу по найму.